# Aprionus hybridus
Aprionus hybridus är en tvåvingeart som beskrevs av Jaschhof 2009. Aprionus hybridus ingår i släktet Aprionus, och familjen gallmyggor. Arten är reproducerande i Sverige.